# 机身

图中褐色部分即为波音737的机身。

机身（英語：fuselage）一般为飞机、直升机等飞行器的主体，用以装载人员、货物、武器和设备等的部分。机身与机翼（如前翼、主翼和尾翼）等部件相连。在一些飞机上，发动机及起落架等部件也需通过挂架（hardpoint）与机身相连。机身也对控制飞行姿态、保持飞行的稳定性及可控性有一定贡献。

## 类型
1. 亚音速飞机
2. 高速/超音速飞机
3. 高性能亚音速飞机
4. 高可控性超音速飞机
5. 飞行艇
6. 高超音速飞机